# Ahmad Ghawam
Ahmad Ghawam pers. احمد قوام (ur. ok. 1875, zm. 23 lipca 1955), znany także jako Ghawam as-Saltane (pers. ‏قوام السلطنه‎) – irański polityk, pięciokrotny premier Iranu w 1921, 1922–1923, 1942–1943, 1946–1947 oraz w 1952.

## Życiorys

### Młodość i wczesna działalność
Pochodził z wpływowej rodziny arystokratycznej, zarówno rodzina jego ojca, jak i matki była dobrze sytuowana na dworze. Wcześniej stracił matkę i był wychowywany przez ojca i wuja. Jego data urodzenia jest niepewna, według różnych źródeł przyszedł na świat w 1877 lub w 1873. Uzyskał tradycyjne wykształcenie religijne, w młodości doskonale poznał również literaturę perską. Wyższe studia ukończył we Francji. Dzięki znakomitemu opanowaniu sztuki kaligrafii został przyjęty na dwór Naser ad-Dina Szah Kadżara jako jeden ze skrybów. To on spisał firman Mozaffara ad-Din Szaha Kadżara, w którym ten zgadzał się na ustanowienie rządów konstytucyjnych. Podczas rewolucji konstytucyjnej był zwolennikiem dworu, jako członek Madżlesu zyskał reputację skutecznego polityka. W 1909 został podsekretarzem w ministerstwie spraw wewnętrznych. W 1911 wszedł do rządu Sepahdara Mohammada Walego Chana jako minister wojny. Siedem lat później objął stanowisko gubernatora Chorasanu, regionu szczególnie niestabilnego: stale wybuchały w nim bunty chłopskie oraz powstania organizowane przez lewicę, w tym oddziały Czerwonych przekraczające granicę z ogarniętą wojną domową Rosją. Posiadając niemal nieograniczone pełnomocnictwa, Ghawam skutecznie zwalczał ruchy lewicowe. Zgromadził również ogromny majątek.

### Pod rządami Rezy Chana
Po zamachu stanu Rezy Chana był jednym z trzech gubernatorów, którzy odmówili podporządkowania się nowemu rządowi Zijaoddina Tabatabajego. W związku z tym w kwietniu 1921 został aresztowany, a jego majątek skonfiskowany. W więzieniu spędził sto dni. Po tym czasie Reza Chan doprowadził do dymisji rządu Tabatabajego. Ahmad Ghawam natychmiast po wyjściu na wolność otrzymał tekę premiera. Na stanowisku pozostał do 1923, gdy Reza Chan oskarżył go o udział w planowaniu zamachu na jego życie. Rola premiera nigdy nie została całkowicie wyjaśniona; nie został postawiony przed sądem, lecz musiał emigrować. Ostatecznie Reza, już jako szach, zgodził się na jego powrót, zażądał jednak od niego, by nie uczestniczył w życiu politycznym, utrzymując się z prowadzenia własnej plantacji herbaty w Lahidżanie. Ahmad Ghawam szybko wrócił jednak do polityki. Kiedy Reza Szach został zmuszony do abdykacji, Ghawam sam zaproponował jego następcy, młodemu Mohammadowi Rezie Pahlawiemu, że mógłby objąć urząd premiera; młodego szacha zbytnio nie cenił, uważał, że jego rodzina bezprawnie przejęła kontrolę nad krajem, która należała się starej arystokracji, jego własnej warstwie społecznej. Szach z kolei nie ufał mu i uważał, że Ghawam zamierzał sam skupić w swoich rękach nieograniczoną władzę. W sierpniu 1942 został mimo wszystko premierem Iranu i pozostał na stanowisku do lutego 1943. Faktycznie bez powodzenia próbował zdobyć poparcie Brytyjczyków i Amerykanów dla przewrotu, który pozwoliłby właśnie jemu przejąć władzę. Być może nawiązał podobne kontakty także ze ZSRR. Także w czasie swoich wystąpień publicznych starał się umniejszać znaczenie szacha i podważać legitymizację jego władzy. W grudniu 1943 Ahmad Ghawam odszedł ze stanowiska po zamieszkach w stolicy Iranu, wywołanych problemami zaopatrzeniowymi i brakiem żywności.

### Kryzys irański
Po raz kolejny stanął na czele rządu Iranu w lutym 1946. W poprzednich latach nawiązał kontakty z socjalistyczną partią Tude, dostrzegając rosnące w kraju wpływy radzieckie. Jako premier utworzył również własną partię – Partię Demokratyczną i nadal starał się podważać pozycję młodego szacha. Podczas kryzysu irańskiego prowadził w Moskwie negocjacje ze Stalinem w sprawie opuszczenia przez armię radziecką Iranu północnego i wycofania się z poparcia udzielanego separatystycznym republikom kurdyjskiej i azerskiej. Przekonywał, że po wycofaniu wojsk Związek Radziecki może uzyskać koncesję na eksploatację ropy naftowej w północnym Iranie. Odrębne negocjacje prowadził z rządami obu separatystycznych republik, uznając ich autonomię. Innym gestem, jaki wykonał pod adresem ZSRR, była zgoda na utworzenie Towarzystwa Przyjaźni Irańsko-Radzieckiej i włączenie do rządu trzech działaczy Tude (był to jedyny w historii przypadek, gdy w rządzie irańskim zasiedli komuniści). Armia radziecka pod naciskiem międzynarodowym opuściła Iran w maju 1946, a ZSRR zgodził się uznać sprawę autonomii dla Kurdów i Azerów za wewnętrzny problem Iranu. Wówczas Ahmad Ghawam skierował do obydwu republik wojska rządowe, których interwencja (pod pretekstem przywracania porządku wobec sporów między republikami oraz sporów wewnętrznych w nich samych) doprowadziła do likwidacji obydwu autonomicznych organizmów. Interwencją tą, podczas której doszło do licznych zbrodni na ludności cywilnej, dowodził osobiście Mohammad Reza Pahlawi.
W październiku 1947 irański parlament odrzucił projekt ustawy udzielający ZSRR koncesji na wydobycie i eksploatację ropy w północnej części kraju. Chociaż premier sam przedstawiał ten projekt, według niektórych źródeł bynajmniej nie życzył sobie, by ustawę przyjęto; według innych szczerze przekonywał zarówno parlament, jak i Brytyjczyków oraz Amerykanów do jej akceptacji, a dopiero post factum zaczął twierdzić, że od początku zwodził Stalina. Po odrzuceniu projektu ustawy w sprawie ropy północnej Ghawam podał się do dymisji. Udał się po raz drugi na emigrację do Paryża, skąd nadal śledził sytuację polityczną w ojczyźnie. Gdy Mohammad Reza Pahlawi doprowadził do zmian w konstytucji poszerzających kompetencje monarchy, Ghawam skierował do niego list, w którym ostrzegał, że szerokie kompetencje będą oznaczały większą odpowiedzialność, a w przypadku problemów wewnętrznych zagrożona może być bezpośrednio monarchia.

### Ostatni okres aktywności politycznej
Ahmad Ghawam wrócił do Iranu, gdy premierem kraju był Mohammad Mosaddegh, a szach coraz bardziej obawiał się jego rosnącej popularności. W lipcu 1952, gdy napięcie między rządem Mosaddegha a Wielką Brytanią osiągnęło moment szczytowy, a Iran zerwał stosunki dyplomatyczne z Brytyjczykami, Ghawam zasugerował brytyjskim dyplomatom, że jako premier mógłby w korzystny dla nich sposób rozwiązać sprawę eksploatacji irańskiej ropy i wycofać się z planów nacjonalizacji jej złóż. 16 lipca 1952 Mosaddegh nieoczekiwanie podał się do dymisji; jego miejsce zajął Ghawam. Utrzymał się na stanowisku jednak tylko przez cztery dni; wystąpił przeciwko niemu nie tylko szach, ale i komuniści z Tude, którzy 21 lipca 1952 wzniecili przeciwko rządowi powstanie oraz zwolennicy partii religijnych zmobilizowani przez ajatollaha Abolghasema Kaszaniego. Na czele rządu ponownie stanął Mosaddegh. Doprowadził on do wszczęcia przeciwko Ghawamowi procesu, w którym oskarżono go o doprowadzenie do śmierci sześćdziesięciu trzech „męczenników” – ofiar powstania 21 lipca. Były premier nigdy nie stawił się przed specjalnym trybunałem, powołując się na zły stan zdrowia. W 1955 zmarł w Teheranie; w ostatnich latach życia nie prowadził już żadnej aktywności publicznej.

## Życie prywatne
Był dwukrotnie żonaty. Pierwszy raz ożenił się ze swoją daleką krewną, jego druga żona była z pochodzenia chłopką. Z drugiego związku miał jednego syna Hosejna.